# The Impossible Planet
"The Impossible Planet" é o oitavo episódio da segunda temporada da série britânica de ficção científica Doctor Who. Exibido pela primeira vez em 3 de junho de 2006 na British Broadcasting Corporation (BBC), o episódio foi dirigido por James Strong e escrito por Matt Jones. "The Impossible Planet" é a primeira parte de uma história divida em duas partes, sendo "The Satan Pit" seu episódio complementar.
No episódio, o Doutor—um alien viajante do tempo interpretado por David Tennant—e sua companheira Rose Tyler (Billie Piper) chegam a uma base localizada num planeta que orbita um buraco negro, uma situação supostamente impossível que surpreende até o Doutor. A tripulação está perfurando o planeta a fim de encontrar uma misteriosa fonte de energia subterrânea, e reivindicar o poder que mantém o planeta em órbita, para o bem do Império dos Humanos. No entanto, um antigo mal está lá também, e é despertado.
Apesar do alto custo, "The Impossible Planet" foi ambientado fora do planeta Terra, sendo o primeiro da série desde seu retorno em 2005, a se passar em um cenário extraterrestre. O episódio também introduziu uma nova raça de alienígenas, os Ood. Em geral, o episódio foi bem recebido pela crítica.

## Enredo
A TARDIS pousa em um santuário usado com base para expedições ao espaço distante. O Doutor e Rose exploram a área, descobrindo uma escrita alienígena que a TARDIS não é capaz de traduzir. Eles se deparam com os Ood, uma dócil raça de alienígenas serventes que trabalham na estação. Depois de um mal entendido com os Ood, o Doutor e Rose conhecem a tripulação local, que está em uma expedição no misterioso planeta Krop Tor, inacreditavelmente em órbita em torno de um buraco negro. O capitão Zack explica que há um funil gravitacional em torno do planeta, permitindo que eles entrem e saiam com segurança nas proximidades do buraco negro. A fonte do funil é uma imensa força de energia localizada a cerca de 15 quilômetros planeta a dentro e para entender o seu poder eles estão o perfurando. Enquanto o Doutor e Rose começam a se familiarizarem com a tripulação, a base é atingida por um terremoto que causa o desmembramento da seção da base na qual a TARDIS está localizada, fazendo com que ela caía dentro do planeta. O Doutor e Rose admitem estarem presos e começam a ajudar a tripulação.
À medida que a broca se aproxima de seu alvo, uma presença maligna começa a se revelar. As esferas de tradução dos Ood revelam mensagens sobre o despertar da Besta, que, sem o conhecimento do mesmo, possuí Toby, que mata Scooti quando ela o vê fora da base sem qualquer equipamento de proteção. Quando a perfuração está completa, o Doutor se oferece para ir junto de Ida ao interior do planeta, onde eles encontram um grande disco circular com inscrições indecifráveis. O Doutor acredita que ele seja uma porta; em seguida ela se abre. Simultaneamente, a Besta possuí os Ood e Toby, que avisa à Rose e o restante da tripulação que o planeta está caindo em direção ao buraco negro, e que a Besta está livre. Os Ood agora alegam ser a legião da Besta, avançando sobre eles, enquanto a voz da Besta declara que ela está livre.

## Produção
Após as diversas críticas recebidas pelo fato da primeira temporada não apresentar cenários extraterrestres, "The Impossible Planet" se tornou o primeiro episódio da série desde que ela voltou a ser exibida em 2005 a reproduzir um planeta alienígena. No entanto, Russell T Davies, o produtor da série, não gostou da decisão, dizendo que além do alto custo, as histórias de Doctor Who precisam de uma "conexão humana" para parecerem relevantes ao telespectador e que tais cenários não seriam plausíveis para o público.
Enquanto desenvolvia o roteiro, Jones perguntou a Davies se ele poderia usar os Slitheen ou outra raça do planeta Raxacoricofallapatorius, o que foi aceito. No entanto, em um certo ponto da produção, Davies ficou preocupado achando que a volta de tais monstros iria diminuir a presença dos humanos, cujo espírito pioneiro era o ponto principal da história, segundo ele. Davies então criou uma nova raça de alienígenas que ele batizou com o nome "Ood", que é um jogo de palavras com a palavra "odd" (estranho, em inglês).

## Exibição e recepção
O episódio foi exibido pela primeira vez em 6 de junho de 2006 pelo canal BBC One quando foi assistido por 6,3 milhões de pessoas, o que levou Doctor Who a ser o décimo oitavo programa com mais telespectadores da semana. "The Impossible Planet" obteve um índice de aprovação de 85% por parte do público.
Ross Ruediger, escrevendo para a Slant Magazine, comentou que "há pelo menos uma dúzia de bons momentos" no episódio, enfatizando a cena da morte de Scooti, dizendo que nunca havia visto algo como o que aconteceu em uma série de ficção científica. Ela também elogiou a objetividade de "The Impossible Planet" e, principalmente, o papel desempenhado por Rose Tyler no episódio. Ahsan Haque do portal IGN descreveu o episódio como "extremamento bem escrito e dirigido, com efeitos visuais impressionantes e [um] excelente design de som". Embora tenha observado que "muito desse episódio pareceu um pouco com assistir um filme-B moderadamente divertido como Event Horizon", Haque disse que ele foi "apresentado com muito talento e charme". Dek Hogan do Digital Spy afirmou que o episódio levou a série "de volta a [boa] forma", porém ele disse que ver o Doutor perder a TARDIS já se tornou cansativo. Dave Golder da revista SFX elogiou o ritmo do episódio, dizendo que a construção do mistério foi "soberba" e que a tensão era tangível. Ele também elogiou o design dos Ood.